# Tracy-le-Mont
Tracy-le-Mont és un municipi francès, situat al departament de l'Oise i a la regió dels Alts de França. L'any 2007 tenia 1.706 habitants.

## Demografia

### Població
El 2007 la població de fet de Tracy-le-Mont era de 1.706 persones. Hi havia 629 famílies de les quals 122 eren unipersonals (51 homes vivint sols i 71 dones vivint soles), 206 parelles sense fills, 269 parelles amb fills i 32 famílies monoparentals amb fills.
La població ha evolucionat segons el següent gràfic:
Habitants censats

### Habitatges
El 2007 hi havia 703 habitatges, 638 eren l'habitatge principal de la família, 24 eren segones residències i 40 estaven desocupats. 673 eren cases i 29 eren apartaments. Dels 638 habitatges principals, 550 estaven ocupats pels seus propietaris, 72 estaven llogats i ocupats pels llogaters i 16 estaven cedits a títol gratuït; 5 tenien una cambra, 37 en tenien dues, 104 en tenien tres, 183 en tenien quatre i 310 en tenien cinc o més. 483 habitatges disposaven pel capbaix d'una plaça de pàrquing. A 260 habitatges hi havia un automòbil i a 336 n'hi havia dos o més.

### Piràmide de població
La piràmide de població per edats i sexe el 2009 era:
| Homes | Edats   | Dones |
| ----- | ------- | ----- |
| 0     | 95 o +  | 8     |
| 0     | 90 a 94 | 6     |
| 0     | 85 a 89 | 6     |
| 15    | 80 a 84 | 19    |
| 19    | 75 a 79 | 21    |
| 28    | 70 a 74 | 21    |
| 33    | 65 a 69 | 32    |
| 49    | 60 a 64 | 52    |
| 54    | 55 a 59 | 56    |
| 47    | 50 a 54 | 62    |
| 85    | 45 a 49 | 64    |
| 65    | 40 a 44 | 47    |
| 90    | 35 a 39 | 69    |
| 81    | 30 a 34 | 69    |
| 62    | 25 a 29 | 52    |
| 52    | 20 a 24 | 35    |
| 51    | 15 a 19 | 60    |
| 68    | 10 a 14 | 66    |
| 64    | 5 a 9   | 47    |
| 40    | 0 a 4   | 43    |

## Economia
El 2007 la població en edat de treballar era de 1.107 persones, 834 eren actives i 273 eren inactives. De les 834 persones actives 768 estaven ocupades (440 homes i 328 dones) i 67 estaven aturades (30 homes i 37 dones). De les 273 persones inactives 75 estaven jubilades, 84 estaven estudiant i 114 estaven classificades com a «altres inactius».

### Ingressos
El 2009 a Tracy-le-Mont hi havia 659 unitats fiscals que integraven 1.740,5 persones, la mediana anual d'ingressos fiscals per persona era de 20.901 €.

### Activitats econòmiques
Dels 57 establiments que hi havia el 2007, 2 eren d'empreses alimentàries, 2 d'empreses de fabricació de material elèctric, 4 d'empreses de fabricació d'altres productes industrials, 13 d'empreses de construcció, 5 d'empreses de comerç i reparació d'automòbils, 3 d'empreses de transport, 3 d'empreses d'hostatgeria i restauració, 1 d'una empresa d'informació i comunicació, 2 d'empreses financeres, 1 d'una empresa immobiliària, 5 d'empreses de serveis, 11 d'entitats de l'administració pública i 5 d'empreses classificades com a «altres activitats de serveis».
Dels 19 establiments de servei als particulars que hi havia el 2009, 1 era una oficina de correu, 1 funerària, 2 tallers de reparació d'automòbils i de material agrícola, 1 autoescola, 3 paletes, 2 guixaires pintors, 1 fusteria, 2 lampisteries, 1 electricista, 1 empresa de construcció, 2 perruqueries, 1 restaurant i 1 agència immobiliària.
Dels 2 establiments comercials que hi havia el 2009, 1 era una botiga de menys de 120 m² i 1 una joieria.
L'any 2000 a Tracy-le-Mont hi havia 5 explotacions agrícoles.

## Equipaments sanitaris i escolars
El 2009 hi havia 1 hospital de tractaments de curta durada, 1 hospital de tractaments de mitja durada (seguiment i rehabilitació) i 1 farmàcia.
El 2009 hi havia 1 escola maternal integrada dins d'un grup escolar amb les comunes properes formant una escola dispersa i 2 escoles elementals integrades dins de grups escolars amb les comunes properes formant escoles disperses.

## Poblacions més properes
El següent diagrama mostra les poblacions més properes.